# 慕容亮 (前燕)
慕容亮（4世纪—370年），字永兴，昌黎郡棘城县（今辽宁省锦州市义县西北）人，燕景昭帝慕容儁第四子，前燕宗室、官员。
354年，慕容儁封儿子慕容臧为乐安王，慕容亮为勃海王，慕容温为带方王，慕容涉为渔阳王，慕容暐为中山王。370年，镇东将军勃海王慕容亮镇守龙城，慕容令准备袭击。慕容令的弟弟慕容麟向慕容亮走漏消息，慕容亮紧闭城门固守。涉圭攻击慕容令，慕容令只身匹马逃走，涉圭追赶到薛黎泽斩杀慕容令，到龙城向慕容亮报告。慕容亮为此杀了涉圭，收拾了慕容令的尸体后安葬。十一月，慕容亮的叔父宜都王慕容桓杀死慕容亮，并其部众，奔辽东。

## 儿子
- 慕容善，后燕方头镇将、使持节、都督幽州诸军事、平东将军、幽州刺史、北平公[1]